# Distrito de Sillapata
El distrito de Sillapata es uno de los 9 distritos y la capital de la provincia de Dos de Mayo, que se encuentra en el departamento de Huánuco; bajo la administración del Gobierno regional de Huánuco, en la zona central del Perú.
Desde el punto de vista jerárquico de la Iglesia católica forma parte de la diócesis de Huánuco, sufragánea de la arquidiócesis de Huancayo.

## Historia
Fue creado mediante Ley 11617 del 18 de septiembre de 1951, en el gobierno del Presidente Manuel A. Odría.

## Geografía
Tiene una extensión de 70,53 km² y a una altitud de 3 438 m s. n. m.

## Autoridades

### Municipales
- 2019 - 2022[3]
  - Alcalde: David Betancourt Nación, de Vamos Perú.
  - Regidores:

  1. Kelin Cabrera Evangelista (Vamos Perú)
  2. Fortunato Naupay Ignacio (Vamos Perú)
  3. Elizabeth Mariela Mallqui Ríos (Vamos Perú)
  4. Alberto Albornoz Tiburcio (Vamos Perú)
  5. Julio Elías Mallqui Nación (Avanza País - Partido de Integración Social)

Alcaldes anteriores
- 2011 - 2014:[4] William Huerto Mallqui, del Partido Democrático Somos Perú (SP).
- 2007 - 2010: Nireo Naupay Aquino, del Partido Democrático Somos Perú (SP).

### Policiales
- Comisario:  PNP.

## Atractivos turísticos
- Guechgas

Catarata de Antapa Jstaj en el caserío de Pallca, Distrito de Sillapata, provincia de Dos de Mayo, dpto de Húanuco

## Galería
- Wikimedia Commons alberga una categoría multimedia sobre Distrito de Sillapata.